# Svaneke Is
Svaneke Is er et ismejeri i Svaneke på Bornholm, der producerer flødeis af mælk fra bornholmsk jerseykvæg. Mejeriet åbnede i påsken 2008. Repertoiret er baseret på nordiske frugter og bær, der i vid udstrækning købes fra lokale frugtavlere.
Ismejeriet udvikler, producerer og markedsfører flødeis og sorbet til salg i ismejeriets iscafé og til salg i detailhandel over hele landet. En del af produktionen foregår på Bornholms Andelsmejeri i Klemensker.
Man har været med i initiativer om at fremme lokal produktion af bær og frugter, og har bl.a. fået bornholmske frugtavlere til at plante figen i erhvervsmæssig målestok.
I København har mejeriet åbnet små mejerifilialer i Amager Centret, Tivoli og på Sankt Hans Torv. Tanken her at man også skal kunne vise publikum hvordan isen produceres.